# Grupo Carso
Grupo Carso — мексиканская холдинговая компания, контролируемая предпринимателем Карлосом Слимом Элу, самым богатым человеком в мире (в период 2010—2013 годов, по данным «Форбс»). Штаб-квартира компании расположена в Мехико.

## История
Карлос Слим Элу, сын мексиканского бизнесмена ливанского происхождения, начал предпринимательскую деятельность в 1965 году. В 1976 году он купил контрольный пакет акций компании Galas de México, выпускавшей этикетки для сигаретных пачек; эта компания стала основой будущего холдинга Слима. В 1981 году он купил второго крупнейшего производителя сигарет Мексики, компанию Cigarros la Tabacelera Mexicana (Cigatam). Начавшийся в 1982 году экономический кризис позволил Карлосу Слиму значительно расширить свой холдинг, используя выручку Cigatam; значительно дешевле реальной стоимости были куплены такие активы, как горнодобывающая компания Empresas Frisco (с одной из крупнейших в мире серебряных шахт), производитель медных труб Industrias Nacobre и оператор магазинов и ресторанов Sanborn Hermanos. Поглощённые компании реорганизовывались для максимализации прибыли: на ключевые посты назначались родственники или друзья семьи Слим, убыточные подразделения закрывались, проводились сокращения персонала, продавались здания штаб-квартир.
В мае 1990 года холдинг сменил название на Grupo Carso, а в июне того же года его акции были размещены на Мексиканской фондовой бирже. Также в 1990 году правительство Мексики приватизировало телефонную монополию Telmex, её контрольный пакет акций за 1,76 млрд долларов приобрёл холдинг Слима в партнёрстве с другими инвесторами. В 1996 году телефонный бизнес был выделен в самостоятельный холдинг Carso Global Telecom. В 1992 году был куплен контрольный пакет акций компании Grupo Condumex, производителя кабелей и пластмассовых труб. Ещё один производитель кабелей, компания Latincasa, был поглощён в 1997 году.
В 1993 году новым направлением холдинга стало производство шин — тогда были куплены две компании: Compania Hulera Euzkadi и General Tire de México, первая из них ранее контролировалась BFGoodrich, а вторая — Continental AG. Две компании были объединены под названием Corporación Industrial Llantera, на эту корпорацию приходилось 30 % производства шин в Мексике. Позже, однако, шинный бизнес был продан.
В 1997 году была куплена 60-процентная доля в сети универмагов Sears, Roebuck & Co. в Мексике. В 2016 году были выкуплены остальные акции.
В 2010 году были проданы горнодобывающие активы, а в 2013 году — табачное подразделение.

## Собственники и руководство
Основной владелец компании — Карлос Слим Элу, ему и его семье принадлежит 76 % акций.
Председатель совета директоров компании — Карлос Слим Домит, старший сын Карлоса Слима Элу.

## Деятельность
Главные активы холдинга по состоянию на 2023 год:
- Grupo Sanborns[англ.] — розничная торговля, включает сеть универмагов Sears, торговые центры Sanborns, рестораны и кафе Sanborns, магазины электроники, аудио- и видеоносителей Mixup, магазины косметики DAX, сеть магазинов и сервисных центров iShop; 37 % выручки;
- Grupo Condumex — производство различных типов кабелей, стальных труб и трансформаторов; 23 % выручки;
- Carso Infraestructura y Construcción — строительство мостов, водоочистных станций, нефтедобывающих платформ, предприятий нефтеперерабатывающей и химической промышленности, торговой, офисной и жилой недвижимости, бурение нефтяных и геотермальных скважин, прокладывание трубопроводов; 23 % выручки;
- Elementia / Fortaleza — производство стройматериалов, включая цемент, кровельные материалы, изделия из пластмассы и металла; 16 % выручки;
- Carso Energy — управление газопроводами в Мексике и двумя гидроэлектростанциями в Панаме, а также доля в газопроводе в Техасе; 2 % выручки.

Выручка холдинга за 2023 год составила 198 млрд мексиканских песо ($11,7 млрд), из них 75 % пришлось на Мексику, 8 % — на другие страны Латинской Америки, 17 % — на США.
В списке крупнейших публичных компаний мира Forbes Global 2000 за 2024 год Grupo Carso заняла 1096-е место.